# Caledonia-Landbesetzung
Die Caledonia-Landbesetzung oder der Caledonia land dispute ist eine Auseinandersetzung zwischen Irokesen auf der einen Seite sowie Rohstoffunternehmen und der Regierung von Ontario auf der anderen Seite, die 2006 begonnen hat. Dabei berufen sich die Indianer auf eine Schenkung von 1784, mit der die britische Regierung ihren Verbündeten im Krieg gegen die USA eine neue Heimat gegeben hatte.
Die Landbesetzung rückte erst ins öffentliche Bewusstsein Kanadas, als Angehörige der Six Nations of the Grand River am 28. Februar 2006 20 km südwestlich von Hamilton im Anschluss an eine Demonstration ein Landstück besetzten. Dieses Land im Haldimand County umfasste rund 40 ha und sollte von Henco Industries Ltd. als Baugrundstück erschlossen werden. Dieser Haldimand Tract war jedoch den besetzenden Stämmen 1784 von der britischen Krone als Siedlungsgebiet zugesagt worden. Das Unternehmen war hingegen der Annahme, diese hätten das Gebiet 1841 aufgegeben, so dass die Krone berechtigt war, das Land zu verkaufen.

## Vorgeschichte
Während des Amerikanischen Unabhängigkeitskrieges unterstützten einige Irokesenstämme die Briten, dabei mussten sie hinnehmen, dass ihre Dörfer von der amerikanischen Armee niedergebrannt wurden. Die Briten versprachen ihnen eine neue Heimat, die den traditionellen Lebensstil weiterhin ermöglichen sollte. Es musste sich also um ein Gebiet handeln, das Jagd und Fischerei, Mais- und Kürbisanbau ermöglichte, aber auch genügend Wald aufwies, um Langhäuser bauen zu können.
Im Haldimand Grant von 1784 überließ die britische Krone den sechs Nationen passendes Land am Grand River in Ontario bis zur Mündung in den Eriesee. Frederick Haldimand hatte dieses Land am 22. Mai 1784 erworben, um es den „treuen Verbündeten“ der Mohawk und jeder anderen der sechs Nationen, die dort zu leben wünschte, „für immer“ zu übereignen. Dies geschah in dankbarer Anerkennung ihrer Dienste bei der Abwehr der amerikanischen Truppen. Vizegouverneur John Graves Simcoe bestätigte diesen Akt am 14. Januar 1793. Damit kamen rund 385.000 ha an die sechs Nationen.

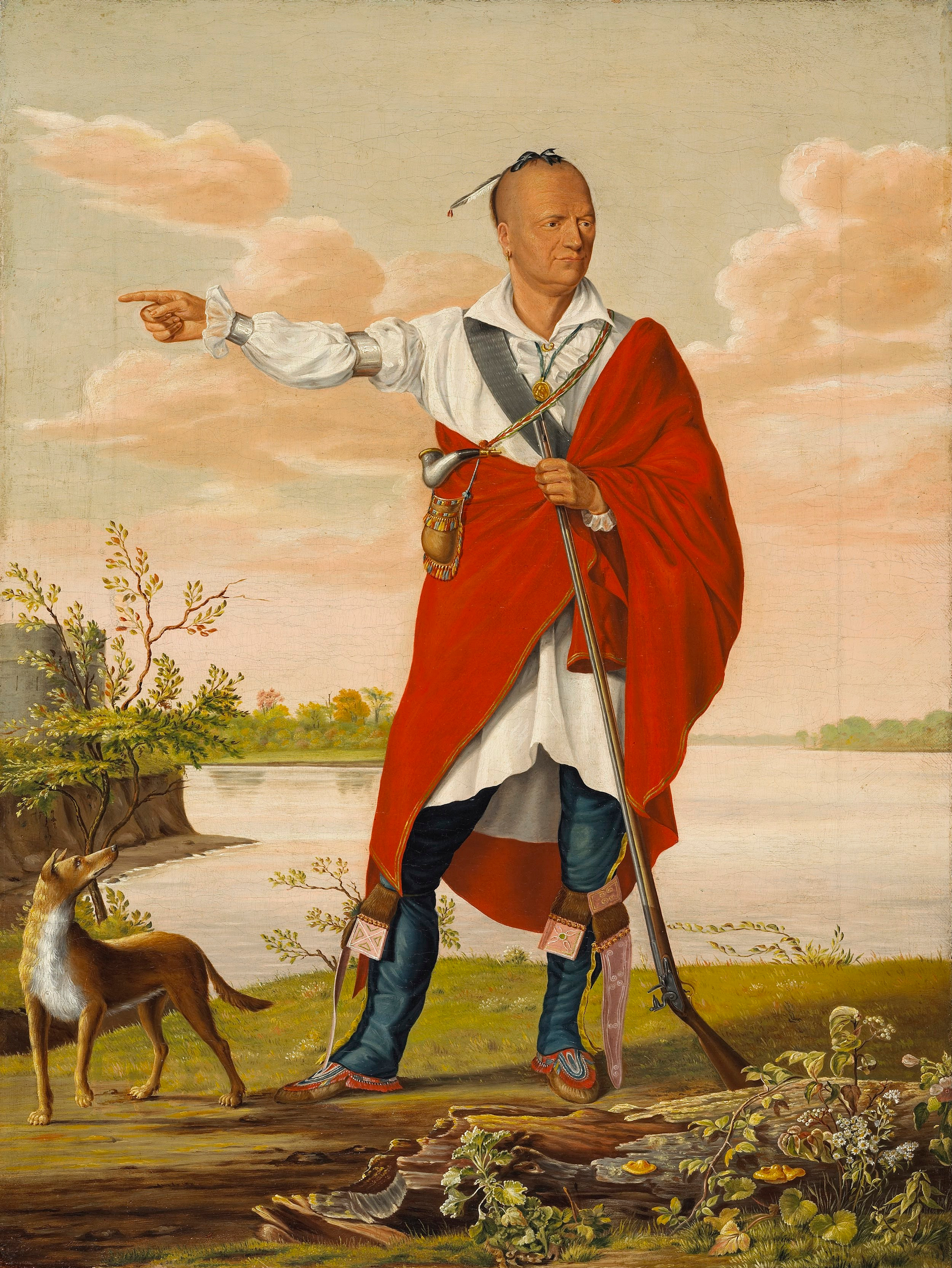
Porträt von Joseph Brant, ca. 1807

1795 bis 1797 verkaufte Häuptling Joseph Brant 381.480 Acre des nördlichen Reservats an Landkäufer für 85.332 Dollar. Vizegouverneur Simcoe war ein Gegner dieses Vertrages, der dem Stamm jährlich 5.119 Dollar einbringen sollte. Doch die Siedlungsstellen waren schwer zu verkaufen, so dass auch die Rendite zurückfiel.
1825 konsultierte die Krone die sechs Nationen wegen des Baus einer Straße (heute Highway 6) und einigte sich mit ihnen auf die Pachtung eines Streifens von einer Meile Breite entlang der Straße. Doch letztlich scheiterte die Abmachung. Dennoch verkaufte Vizegouverneur Francis Bond Head das Land inklusive der Straße weiter. Zwar erkannte die Regierung 1834 an, dass die Verkäufe nicht legal gewesen seien, doch konnte man die bereits dort lebenden Siedler nicht einfach wieder enteignen.
Bereits 1841 hatten sich die sechs Nationen darauf eingelassen, dass alles Land außerhalb der Reservate verkauft werde, doch kurz darauf protestierten sie dagegen, denn sie waren wohl von einer Verpachtung ausgegangen. 1844 gestanden sie zu, dass zum Bau von Straßen auch Land verkauft werden konnte. Dennoch einigte man sich 1850 auf ein Reservat von 19.000 ha.
Bereits 1848 wurde das später strittige Land an George Marlot Ryckman für 57 Pfund und 10 Schillinge verkauft.

## Der Erwerb durch Henco Industries
1992 erwarb Henco Industries Ltd. 40 ha des Geländes, das später den Namen Douglas Creek Estates lands erhielt. Drei Jahre später klagten die Stämme. 2005 wurde der Teilungsplan für die Grundstücke registriert und damit garantierte die Provinz Ontario für die Rechtstitel.

## Die Auseinandersetzung
Der Konflikt entzündete sich für die Öffentlichkeit sichtbar erst am 28. Februar 2006. An diesem Tag errichteten Indianer Tipis und ein Holzgebäude. Henco erwirkte am 3. März eine einstweilige Verfügung, die die Besetzer des Grundstücks verwies. Als der zuständige Sheriff die Anweisung zwei Tage später übergab, wurde sie von Dawn Smith demonstrativ verbrannt.

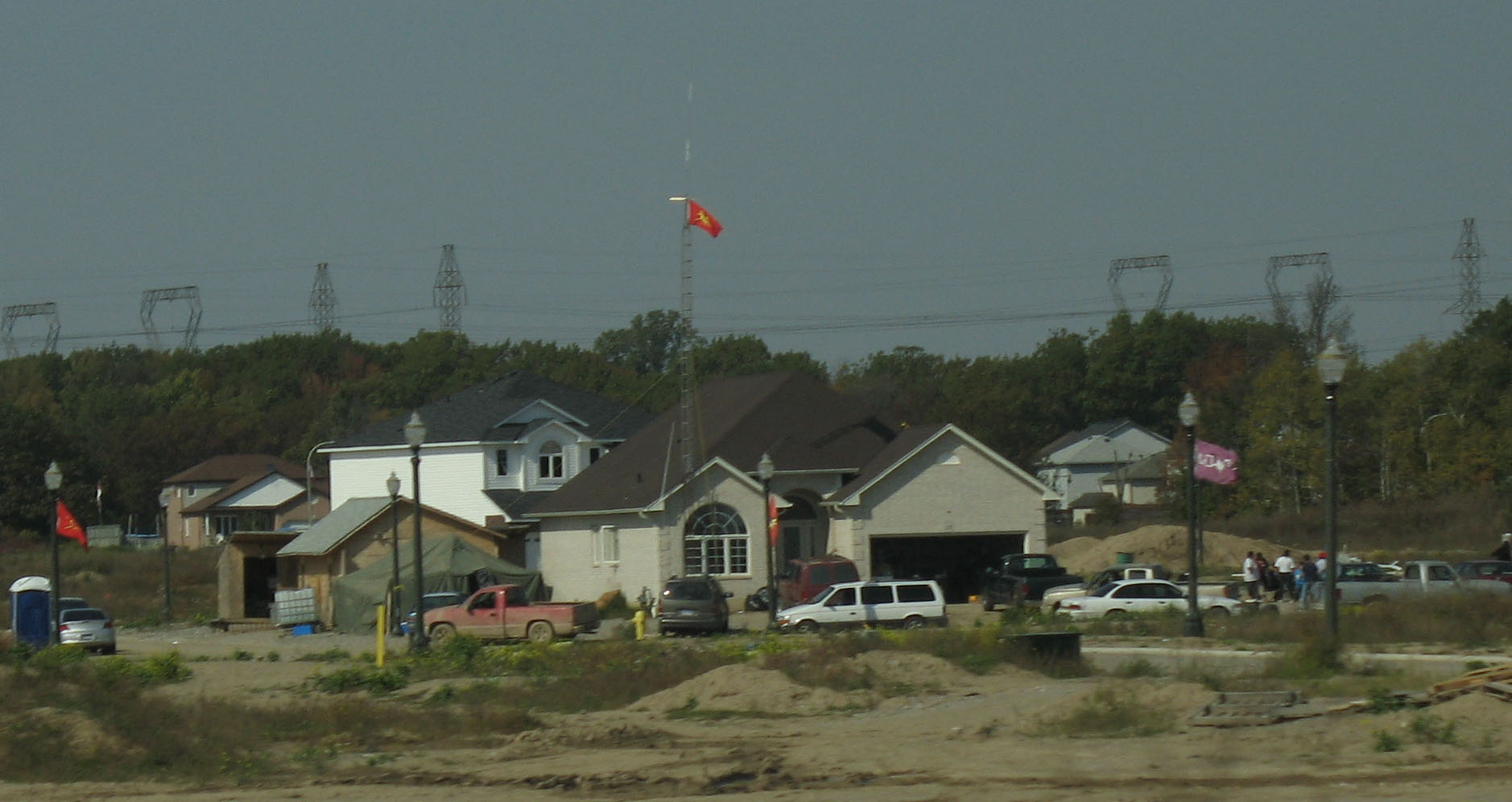
Ein besetztes Haus

Am 17. März musste der zuständige Sheriff die Verfügung den Besetzern laut vorlesen, dazu eine richterliche Verfügung nebst Androhung polizeilicher Gewalt. Ein zweiter Versuch führte am 20. April zur Errichtung einer Straßenblockade mittels brennender Reifen an der Argyle Street, dem Hauptweg nach Caledonia. Vier Tage später demonstrierten Anwohner für ein Ende des Streits. Nach einem Unfall auf einer Umgehungsstraße öffneten die Besetzer am 16. Mai die Argyle Street, doch nach der Räumung des Unfallorts wurde die Straße wieder gesperrt. Nach einem weiteren Unfall am nächsten Tag forderte die Caledonia Citizens Alliance die Räumung. Am 22. Mai kam es zu Handgreiflichkeiten zwischen ihnen und den Indianern, die ihre Blockade gelockert hatten. Darauf richteten sie ihre Barrikaden wieder auf, die Citizens Alliance errichtete ebenfalls Barrikaden. Die Polizei hatte Mühe, die Demonstranten getrennt zu halten. Die Nervosität wurde durch einen Brand, der auf Vandalismus zurückging, gesteigert, der zu Stromausfällen führte. Der Ausnahmezustand wurde erklärt.
Bereits am 30. April wurde der ehemalige Premier David Peterson (1985–1990) gebeten, bei der Konfliktbeilegung zu helfen. Allen McNaughton, Häuptling der sechs Nationen, setzte auf friedliche Mittel.
Bei den Cree in Saskatchewan kam es zu Solidaritätsbekundungen. Sie besetzten für zwei Stunden den Yellowhead Highway bei Battleford.
Am 23. und 24. Mai wurde die Blockade an der Argyle Street abgebaut, die Stromversorgung wiederhergestellt. Dennoch blieb das Land besetzt und am 5. Juni kam es zu einem Zusammenstoß zwischen Besetzern und Residents, also nicht-indigenen Ortsbewohnern. Vier Tage später kam es zu erneuten Zusammenstößen mit 200 Residents, doch wurden daraufhin Dokumente veröffentlicht, die Undercover-Leute und Informanten offenlegten. Da es bei der Gewinnung dieser Informationen zu erheblicher Gewaltanwendung gekommen war, wurden erste Haftbefehle ausgestellt.
Am 12. Juni 2006 brach der Premier von Ontario, Dalton McGuinty, die Verhandlungen mit den Besetzern ab. Nach Räumung einiger Barrikaden wurden die Verhandlungen jedoch fortgesetzt. Am 16. Juni machte die Regierung bekannt, dass sie Henco das Land abgekauft habe und Protestgeschädigten 1 Million Dollar zahlen wolle.
Vier Tage später begannen einige Besetzer mit einer inoffiziellen archäologischen Grabung auf dem Douglas-Creek-Gelände. Sie traten am 16. Januar 2007 mit dem Ergebnis an die Öffentlichkeit, eine Grabstätte und Reste eines Hauses gefunden zu haben.
Am 11. Juli räumten die Besetzer Betonblöcke beiseite, um den Zugang zum Gebiet wieder freizugeben. Dennoch kam es am 7. August zu erneuten Zusammenstößen, an denen über 100 Leute teilnahmen, wobei wohl niemand verletzt wurde.
Am 8. August wies der Richter des Superior Court David Marshall die Regierung von Ontario an, die Verhandlungen abzubrechen, bis die Besetzer das Land verlassen haben. Doch die Verhandlungen sollten bis zum Spruch des Appellationsgerichts weitergeführt werden. Dieses wehrte am 27. August alle Forderungen nach Räumung ab und beließ es in der Entscheidung der Teilnehmer ihre Verhandlungen fortzusetzen.

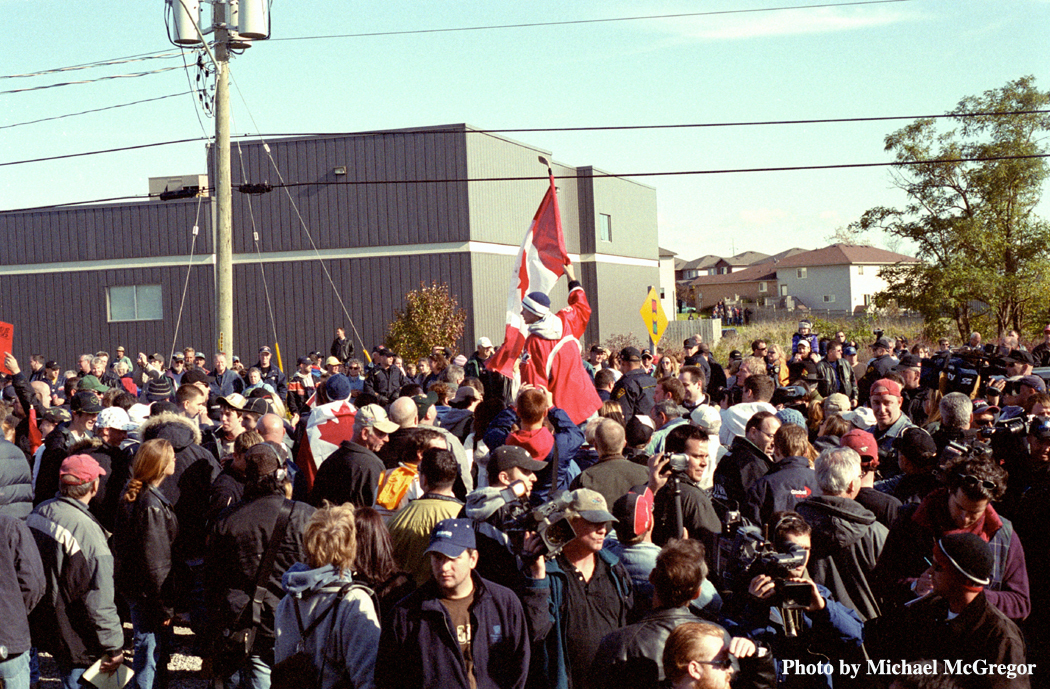
Gegendemonstranten nach dem Freiheitsmarsch vom 15. Oktober

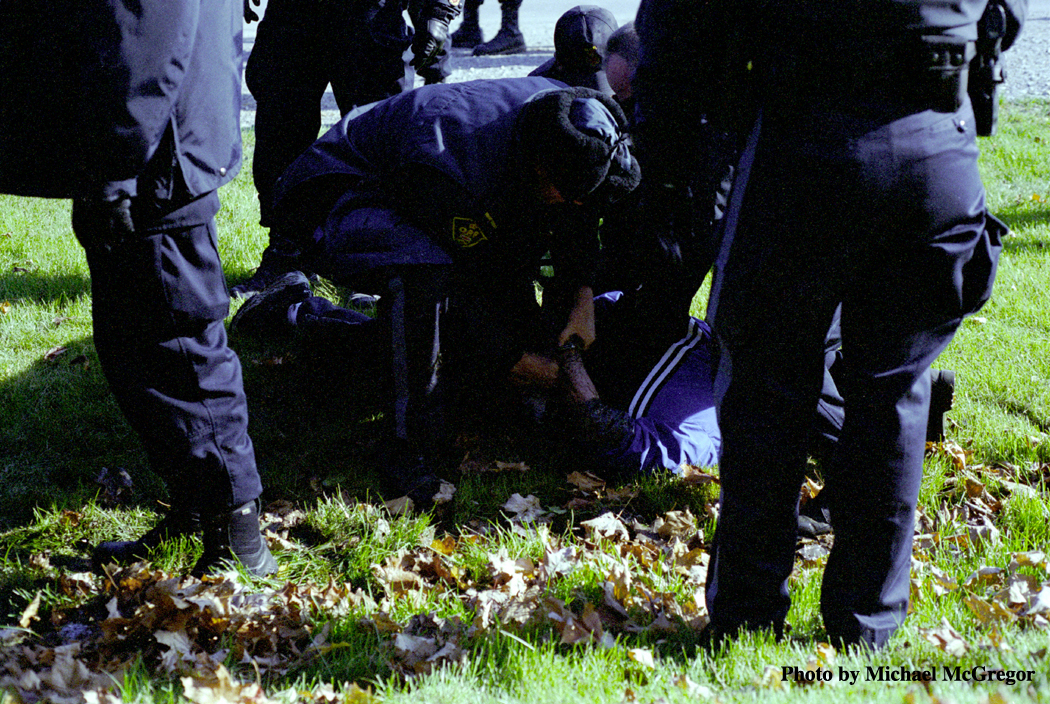
Verhaftung eines Gegendemonstranten

Als am 15. Oktober eine Aktionsgruppe versuchte, das Gelände zu betreten, wurden die rund 400 Teilnehmer von der Polizei aufgehalten. Ihr Anführer Gary McHale wurde am 16. Dezember wegen Friedensbruchs verhaftet.
Während einer weiteren Besetzung am 90 Häuser umfassenden Stirling Woods Development wurde ein Bauarbeiter schwer am Kopf verletzt.
Seither verhandeln die Regierung von Ontario und die sechs Nationen über den Status des Geländes. Dabei haben die Vertreter der Regierung erstmals seit 1924 den traditionellen Stammesrat, nicht den durch das Indianergesetz aufgezwungenen, wieder als Verhandlungspartner anerkannt. 2014 ordnete ein Gericht die Beseitigung der seit 2006 bestehenden Blockade an.